# Längdskidåkning vid paralympiska vinterspelen 2010
Längdskidåkning vid paralympiska vinterspelen 2010 genomfördes 14 till 21 mars.

## Herrar

### 1 km sittande
| Medalj | Person           | Land     | Tid    |
| ------ | ---------------- | -------- | ------ |
| 1      | Sergej Sjilov    | Ryssland | 2:31.8 |
| 2      | Irek Zaripov     | Ryssland | 2:31.9 |
| 3      | Vladimir Kiselev | Ryssland | 2:36.6 |

### 1 km stående
| Medalj | Person           | Land     | Tid    |
| ------ | ---------------- | -------- | ------ |
| 1      | Yoshihiro Nitta  | Japan    | 3:30.7 |
| 2      | Kirill Michajlov | Ryssland | 3:32.3 |
| 3      | Ilkka Tuomisto   | Finland  | 3:33.9 |

### 1 km synskadade
| Medalj | Person           | Land     | Tid    |
| ------ | ---------------- | -------- | ------ |
| 1      | Brian McKeever   | Kanada   | 3:42.9 |
| 2      | Nikolaj Poluchin | Ryssland | 3:47.0 |
| 3      | Zebastian Modin  | Sverige  | 3:50.2 |

### 10 km sittande
| Medalj | Person         | Land        | Tid     |
| ------ | -------------- | ----------- | ------- |
| 1      | Irek Zaripov   | Ryssland    | 27:12.1 |
| 2      | Enzo Masiello  | Italien     | 28:21.1 |
| 3      | Dzmitryj Loban | Vitryssland | 28:25.1 |

### 10 km stående
| Medalj | Person               | Land     | Tid     |
| ------ | -------------------- | -------- | ------- |
| 1      | Yoshihiro Nitta      | Japan    | 26:29.5 |
| 2      | Kirill Michajlov     | Ryssland | 27:01.7 |
| 3      | Hryhorij Vovtjynskyj | Ukraina  | 27:03.7 |

### 10 km synskadade
| Medalj | Person           | Land     | Tid     |
| ------ | ---------------- | -------- | ------- |
| 1      | Brian McKeever   | Kanada   | 26:01.6 |
| 2      | Helge Flo        | Norge    | 27:27.3 |
| 3      | Nikolaj Poluchin | Ryssland | 27:40.7 |

### 15 km sittande
| Medalj | Person          | Land     | Tid      |
| ------ | --------------- | -------- | -------- |
| 1      | Irek Zaripov    | Ryssland | 41:01.01 |
| 2      | Roman Petusjkov | Ryssland | 41:11.01 |
| 3      | Enzo Masiello   | Italien  | 41:54.09 |

### 20 km stående
| Medalj | Person           | Land     | Tid     |
| ------ | ---------------- | -------- | ------- |
| 1      | Kirill Michajlov | Ryssland | 52:07.7 |
| 2      | Nils Erik Ulset  | Norge    | 53:34.1 |
| 3      | Vladimir Kononov | Ryssland | 53:53.4 |

### 20 km synskadade
| Medalj | Person             | Land        | Tid     |
| ------ | ------------------ | ----------- | ------- |
| 1      | Brian McKeever     | Kanada      | 51:14.7 |
| 2      | Nikolaj Poluchin   | Ryssland    | 51:55.6 |
| 3      | Vasili Shaptsiaboi | Vitryssland | 52:22.5 |

### Stafett 1x 4 2,5 km
| Medalj | Person                                                  | Land     | Tid     |
| ------ | ------------------------------------------------------- | -------- | ------- |
| 1      | Sergej Sjilov, Kirill Michajlov, Nikolaj Poluchin       | Ryssland | 38:54.8 |
| 2      | Jurij Kostjuk, Hryhorij Vovtjynskyj, Vitalij Lukjanenko | Ukraina  | 39:16.7 |
| 3      | Trygve Toskedal Larsen, Vegard Dahle, Nils Erik Ulset   | Norge    | 39:48.9 |

## Damer

### 1 km sittande
| Medalj | Person               | Land        | Tid    |
| ------ | -------------------- | ----------- | ------ |
| 1      | Francesca Porcellato | Italien     | 2:58.5 |
| 2      | Olena Jurkovska      | Ukraina     | 3:00.0 |
| 3      | Ljudmila Vaütjok     | Vitryssland | 3:01.9 |

### 1 km stående
| Medalj | Person              | Land     | Tid    |
| ------ | ------------------- | -------- | ------ |
| 1      | Oleksandra Kononova | Ukraina  | 4:21.4 |
| 2      | Shoko Ota           | Japan    | 4:26.8 |
| 3      | Anna Milenina       | Ryssland | 4:31.3 |

### 1 km synskadade
| Medalj | Person           | Land     | Tid    |
| ------ | ---------------- | -------- | ------ |
| 1      | Verena Bentele   | Tyskland | 4:14.2 |
| 2      | Michalina Lysova | Ryssland | 4:44.2 |
| 3      | Ljubov Vasiljeva | Ryssland | 4:54.4 |

### 5 km sittande
| Medalj | Person            | Land        | Tid     |
| ------ | ----------------- | ----------- | ------- |
| 1      | Ljudmila Vaütjok  | Vitryssland | 14:56.6 |
| 2      | Andrea Eskau      | Tyskland    | 15:11.4 |
| 3      | Colette Bourgonje | Kanada      | 15:16.4 |

### 5 km stående
| Medalj | Person                  | Land        | Tid     |
| ------ | ----------------------- | ----------- | ------- |
| 1      | Oleksandra Kononova     | Ukraina     | 16:01.3 |
| 2      | Julija Batenkova-Bauman | Ukraina     | 16:03.7 |
| 3      | Larysa Varona           | Vitryssland | 17:38.2 |

### 5 km synskadade
| Medalj | Person             | Land     | Tid     |
| ------ | ------------------ | -------- | ------- |
| 1      | Verena Bentele     | Tyskland | 15:08.8 |
| 2      | Michalina Lysova   | Ryssland | 16:00.3 |
| 3      | Tatjana Iljutjenko | Ryssland | 17:18.4 |

### 10 km sittande
| Medalj | Person            | Land        | Tid     |
| ------ | ----------------- | ----------- | ------- |
| 1      | Ljudmila Vaütjok  | Vitryssland | 30:52.9 |
| 2      | Colette Bourgonje | Kanada      | 31:49.8 |
| 3      | Olena Jurkovska   | Ukraina     | 32:43.5 |

### 15 km stående
| Medalj | Person                  | Land     | Tid     |
| ------ | ----------------------- | -------- | ------- |
| 1      | Anna Milenina           | Ryssland | 49:16.3 |
| 2      | Julija Batenkova-Bauman | Ukraina  | 49:23.5 |
| 3      | Katarzyna Rogowiec      | Polen    | 51:04.1 |

### 15 km synskadade
| Medalj | Person                | Land        | Tid     |
| ------ | --------------------- | ----------- | ------- |
| 1      | Verena Bentele        | Tyskland    | 45:11.1 |
| 2      | Ljubov Vasiljeva      | Ryssland    | 48:34.1 |
| 3      | Jadviha Skarabahataja | Vitryssland | 49:19.3 |

### Stafett 3x 2,5 km
| Medalj | Person                                                        | Land        | Tid     |
| ------ | ------------------------------------------------------------- | ----------- | ------- |
| 1      | Marija Iovleva, Michalina Lysova, Ljubov Vasiljeva            | Ryssland    | 20:23.2 |
| 2      | Olena Jurkovska, Julija Batenkova-Bauman, Oleksandra Kononova | Ukraina     | 20:42.7 |
| 3      | Larysa Varona, Ljudmila Vaütjok, Jadviha Skarabahataja        | Vitryssland | 22:04.2 |